# Melochia vitiensis
Melochia vitiensis är en malvaväxtart som beskrevs av Asa Gray. Melochia vitiensis ingår i släktet Melochia och familjen malvaväxter. Inga underarter finns listade i Catalogue of Life.